# 高田中学校・高等学校
高田中学校・高等学校（たかだちゅうがっこう・こうとうがっこう）は、三重県津市一身田町に所在し、中高一貫教育を提供する私立中学校・高等学校。

## 概要
設置者は真宗高田派の本山・専修寺による学校法人高田学苑。そのため、仏教教育を通した人格形成に重きを置いており、仏教の授業や仏教行事などが行われている。また、高田派寺院の僧侶を兼職している教員も多い。

## 歴史
江戸時代末期、1714年（正徳4年）頃、専修寺の講堂に勧学堂の額を掲げ、宗典が講義されたのが学校の始まりである。
1871年（明治4年）、専修寺内に僧に仏典や漢文を教える場として貫練場が創立され、翌年から一般子弟も教えるようになった。この1872年（明治5年）が開校の年となっている。

## アクセス
- JR紀勢本線：一身田駅より徒歩5分
- 伊勢鉄道伊勢線：東一身田駅より徒歩15分
- 近鉄名古屋線：高田本山駅より徒歩20分

また学校の前には、津駅方面にアクセスする三重交通のバス停がある。

## 教育
中高一貫教育の6年制（200名程度）と、高等学校単独の3年制（I類・II類・Ⅱ類特選）がある。6年制と3年制とはクラス編成もカリキュラムも別立てであり、同じ敷地内ではあるが制服・校舎・授業内容ともに異なる。体育館やグラウンドなどの施設は共通である。
6年制入学後は、中学1年生時の担任が高校卒業まで持ち上がりでクラスを担当し、一貫した指導がなされることが多い。
1997年（平成9年）度から2007年（平成19年）度までは他の中学校から高校入学時に6年制へ編入することも可能であったが、2008年（平成20年）度より廃止された。
2006年（平成18年）、未履修問題で時間割に大幅な変更がされ、中学校から7限授業が導入された。

## 部活動
特徴的な部活動としては、三重県の中学では珍しい鉄道研究同好会、科学部や数研部、三重県の高校で唯一であり全国的にも古参の馬術部、ボランティア活動を行う仏青インターアクト部、全国大会に何度も出場している将棋部などがある。
また、俳句好きの教諭と生徒の有志で結成した俳句同好会は、2003年第6回俳句甲子園で準優勝した実績がある。
高校卓球部は、三重県の強化指定運動部として指定されており、10年連続でインターハイに出場している。

## 著名な出身者

### 政治・行政・司法
- 一見勝之 - 国土交通省官僚、三重県知事
- 竹上真人 - 松阪市長
- 田村憲久 - 第16・23代厚生労働大臣、衆議院議員（中学のみ。高校は三重県立松阪高等学校）
- 中山峰孝 - 財務省大阪税関長
- 早川智之（警察庁交通局長）：鈴鹿市[2]
- 前葉泰幸 - 津市長（中学のみ。高校は三重県立津高等学校）
- 福森和歌子 - 衆議院議員

### 文化・マスコミ
- 茨木政彦 - 週刊少年ジャンプ編集長[要出典]
- 倉本一宏 - 歴史学者（中学のみ。高校は三重県立津高等学校）
- 美衣暁 - 漫画家
- 藤崎弘士 - NHKアナウンサー
- 粉川真一 - 宮崎放送アナウンサー
- 望木聡子 - 名古屋テレビアナウンサー
- 三輪秀香 - NHKアナウンサー
- 田村真子 - TBSアナウンサー
- 北村美穂 - 三重テレビアナウンサー

### 芸能
- あべ静江 - 女優、歌手、タレント
- 春咲巴香 - OSK日本歌劇団団員
- 桂三発 - 落語家、現津市市議会議員
- ウクレレえいじ - お笑い芸人
- 桶田敬太郎 - お笑い芸人、構成作家、元：フォークダンスDE成子坂
- 加藤ゆり - 女優、タレント

### スポーツ
- 太田清春 - 元近鉄バファローズ（現：オリックス・バファローズ）投手

## 本校を舞台とする作品
- 村上しいこ『うたうとは小さないのちひろいあげ』講談社、2015年5月26日、322頁。ISBN 978-4-06-219509-6。

不登校の高校1年生・桃子がひょんなことから廃部危機の「うた部」に入部し、短歌甲子園を目指すという物語である。
第53回野間児童文芸賞受賞作。朝日新聞の取材に対し、作者が高田高校をモデルにしていることを公表している。